# Hayatia tortuosa
Hayatia tortuosa är en stekelart som beskrevs av Lin 1993. Hayatia tortuosa ingår i släktet Hayatia och familjen hårstrimsteklar. Inga underarter finns listade i Catalogue of Life.